# 760 Массінґа

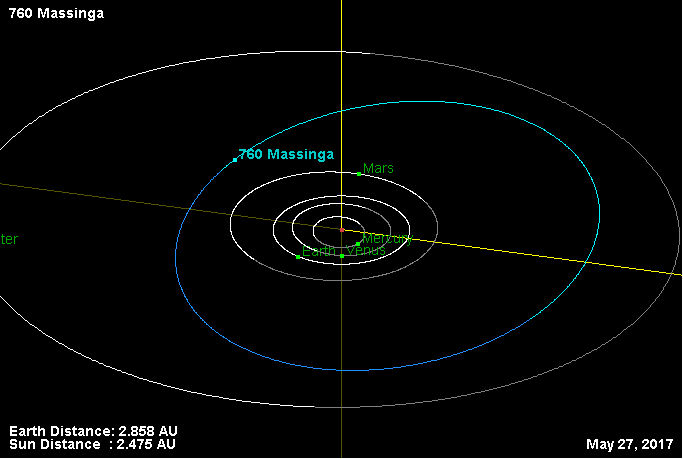
760 Massinga

760 Массінґа (760 Massinga) — астероїд головного поясу, відкритий 28 серпня 1913 року.
Тіссеранів параметр щодо Юпітера — 3,130.
Названо на честь Адама Массінґера (1888-1914), німецького астронома.